# Grote Prijs Raf Jonckheere 2001
De 51e editie van de Belgische wielerwedstrijd Grote Prijs Raf Jonckheere werd verreden op 23 juli 2001. De start en finish vonden plaats in Westrozebeke. De winnaar was Tom Desmet, gevolgd door Rik Reinerink en Mindaugas Goncaras.

## Uitslag
| Grote Prijs Raf Jonckheere 2001 |                    |                         |      |
| Plaats                          | Naam               | Ploeg                   | Tijd |
| Winnaar                         | Tom Desmet         | Bankgiroloterij-Batavus |      |
| 2                               | Rik Reinerink      | Bankgiroloterij-Batavus |      |
| 3                               | Mindaugas Goncaras | Zetelhallen-Aluplast    |      |

1951 · 1952 · 1953 · 1954 · 1955 · 1956 · 1957 · 1958 · 1959 · 1960 · 1961 · 1962 · 1963 · 1964 · 1965 · 1966 · 1967 · 1968 · 1969 · 1970 · 1971 · 1972 · 1973 · 1974 · 1975 · 1976 · 1977 · 1978 · 1979 · 1980 · 1981 · 1982 · 1983 · 1984 · 1985 · 1986 · 1987 · 1988 · 1989 · 1990 · 1991 · 1992 · 1993 · 1994 · 1995 · 1996 · 1997 · 1998 · 1999 · 2000 · 2001 · 2002 · 2003 · 2004 · 2005 · 2006 · 2007 · 2008 · 2009 · 2010 · 2011 · 2012 · 2013 · 2014 · 2015 · 2016 · 2017 · 2018 · 2019 · 2020 · 2021 · 2022